# V562 Возничего
V562 Возничего (лат. V562 Aurigae) — двойная затменная переменная звезда типа W Большой Медведицы (EW) в созвездии Возничего на расстоянии приблизительно 2536 световых лет (около 777 парсеков) от Солнца. Видимая звёздная величина звезды — от +13,21m до +12,87m. Орбитальный период — около 0,5288 суток (12,691 часов).

## Характеристики
Первый компонент — жёлтая звезда спектрального класса G. Радиус — около 2,41 солнечных, светимость — около 4,264 солнечных. Эффективная температура — около 5348 К.
Второй компонент — жёлтая звезда спектрального класса G.